# Hassania Athletic Sidi Slimane
O Hassania Athletic Sidi Slimane é um clube de futebol com sede em Sidi Slimane, Marrocos. 

## História
A equipe compete no Campeonato Marroquino de Futebol.